# Обала Слоноваче на Светском првенству у атлетици на отвореном 2023.
Обала Слоноваче је на 19. Светском првенству у атлетици на отвореном 2023. одржаном у Будимпешти од 19. до 27. августа деветнаести пут, односно, учествовала је на свим првенствима до данас. Репрезентацију Обале Слоноваче представљала су 5 такмичара (1 мушкарац и 4 жене) који су се такмичили у 4 дисциплине (1 мушка и 3 женске).,
На овом првенству тамичари Обале Слоноваче нису оствојили ниједну медаљу. У табели успешности према броју и пласману такмичара који су учествовали у финалним такмичењима (првих 8 такмичара) Обала Слоноваче је са 2 учесника у финалу делила 54. место са 5 бодова.
| Плас. | Земља           | 1. мес. | 2. мес. | 3. мес. | 4. мес. | 5. мес. | 6. мес. | 7. мес. | 8. мес. | Бр. фин. | Бод. |
| ----- | --------------- | ------- | ------- | ------- | ------- | ------- | ------- | ------- | ------- | -------- | ---- |
| =54.  | Обала Слоноваче | 0       | 0       | 0       | 1       | 0       | 0       | 0       | 1       | 2        | 5    |

## Учесници
| Мушкарци: - Артур Сисе — 100 м | Жене: - Мари Жозе Та Лу — 100 м, 200 м, 4х100 м - Мабоунду Коне — 100 м, 200 м, 4х100 м - Миријел Ауре-Демпс — 100 м, 4х100 м - Џесика Гбај — 200 м, 4х100 м |

## Резултати

### Мушкарци
| Атлетичар  | Дисциплина | Лични рекорд | Квалификације | Квалификације | Полуфинале           | Полуфинале           | Финале               | Финале       | Детаљи |
| Атлетичар  | Дисциплина | Лични рекорд | Резултат      | Место         | Резултат             | Место                | Резултат             | Место        | Детаљи |
| ---------- | ---------- | ------------ | ------------- | ------------- | -------------------- | -------------------- | -------------------- | ------------ | ------ |
| Артур Сисе | 100 м      | 9,93 НР      | 11,58         | 8. у гр. 1    | Није се квалификовао | Није се квалификовао | Није се квалификовао | 55 / 71 (75) |        |

### Жене
| Атлетичарка                                                  | Дисциплина | Лични рекорд | Квалификације       | Квалификације | Полуфинале            | Полуфинале            | Финале                | Финале                | Детаљи |
| Атлетичарка                                                  | Дисциплина | Лични рекорд | Резултат            | Место         | Резултат              | Место                 | Резултат              | Место                 | Детаљи |
| ------------------------------------------------------------ | ---------- | ------------ | ------------------- | ------------- | --------------------- | --------------------- | --------------------- | --------------------- | ------ |
| Мабоундоу Коне                                               | 100 м      | 11,17        | 11,26(.259)         | 4. у гр. 5    | Нису се квалификовале | Нису се квалификовале | Нису се квалификовале | 24 / 54 (56)          |        |
| Миријел Ауре-Демпс                                           | 100 м      | 10,78        | 11,29(.287)         | 5. у гр. 3    | Нису се квалификовале | Нису се квалификовале | Нису се квалификовале | 28 / 54 (56)          |        |
| Мари Жозе Та Лу                                              | 100 м      | 10,72 НР     | 11,08(.078) КВ      | 1. у гр. 6    | 10,79(.787) КВ        | 2. у гр. 2            | 10,81                 | 4 / 54 (56)           |        |
| Мари Жозе Та Лу                                              | 200 м      | 22,08 НР     | 22,26(.255) КВ, ЛРС | 3. у гр. 3    | 22,26 кв, =ЛРС        | 3. у гр. 3            | 22,64                 | 8 / 44 (45)           |        |
| Џесика Гбај                                                  | 200 м      | 22,43        | 22,78 КВ            | 5. у гр. 4    | 22,88                 | 6. у гр. 2            | Није се квалификовала | 19 / 44 (45)          |        |
| Мабоунду Коне                                                | 200 м      | 23,27        | 22,55 КВ            | 2. у гр. 6    | Дисквалификована      | Дисквалификована      | Није се квалификовала | Није се квалификовала |        |
| Миријел Ауре-Демпс Мари Жозе Та Лу Џесика Гбај Мабоунду Коне | 4 х 100 м  | 42,23 НР     | 41,90 КВ, АФР, НР   | 2. у гр. 2    |                       |                       | Нису завршиле трку    | Нису завршиле трку    |        |